# Chef d'état-major de l'Armée de l'air (Tunisie)
Pour les articles homonymes, voir Chef d'état-major de l'Armée de l'air.
Le chef d'état-major de l'Armée de l'air tunisienne est, de par la loi, l’officier militaire de rang le plus élevé de l’Armée de l'air tunisienne.

## Liste
| Image | Nom                    | Début              | Fin                |
| ----- | ---------------------- | ------------------ | ------------------ |
|       | Mohamed Habib Essoussi | 1967               | 1976               |
|       | Mahmoud Ben Mohamed    | 4 juillet 2002     | 9 février 2008     |
|       | Taïeb Laâjimi          | 9 février 2008     | 1er septembre 2012 |
|       | Mohamed Néjib Jelassi  | 1er septembre 2012 | 22 août 2013       |
|       | Béchir Bédoui          | 22 août 2013       | 28 août 2015       |
|       | Mohamed Foued El Aloui | 28 août 2015       | 1er août 2017      |
|       | Mohamed El Hajjam      | 1er août 2017      | en fonction        |